# Конрад I фон Хаген
Конрад I фон Хаген (на немски: Konrad I von Hagen; * пр. 1093; † сл. 1130/ок. 1152) е господар на Хаген, и имперски министериал.

## Произход
Господарите на Хаген управляват като императорски мъже и фогти от замък Хайн в Драйайхенхайн. Тяхната собственост е най-вече във Ветерау и южно от Франкфурт на Майн в Хесен.
Конрад I фон Хаген е син на Еберхард фон Хаген (* пр. 1075; † ок. 1093/сл. 1122) и съпругата му Гертруд фон Арнсбург (* ок. 1076; † ок. 1148), дъщеря на Куно фон Арнсберг († пр. 1093) и Матилда фон Билщайн († сл. 1092). Баща му е първият фогт на Драйайх и близък довереник на император Хайнрих IV.

## Фамилия
Конрад I фон Хаген се жени за Лиукард († сл. 1129) и има двама сина:
- Конрад II фон Хаген-Арнсбург († 1152/1166), получава Мюнценберг, женен за Лукард (Луитгард) фон Бикенбах († сл. 1152)
- Еберхард фон Хаген († сл. 1138), баща на Херман I фон Хаген († ок. 1200)